# Sachia Vickery
Sachia Vickery (ur. 11 maja 1995 w Miramar) – amerykańska tenisistka.

## Kariera tenisowa
W 2013 roku zdobyła mistrzostwo Stanów Zjednoczonych w juniorskich rozgrywkach Amerykańskiej Federacji Tenisowej (USTA).
Pierwszy start w rozgrywkach seniorskich zanotowała w lipcu 2009 roku, biorąc udział w rozgrywkach rangi ITF w Evansville. Wygrała tam kwalifikacje, a w turnieju głównym dotarła do półfinału. Na swoim koncie ma wygrane trzy turnieje singlowe i trzy deblowe tej rangi.
W lipcu 2011 roku otrzymała dziką kartę do udziału w kwalifikacjach turnieju WTA Tour w Waszyngtonie, ale przegrała w pierwszej rundzie z Petrą Rampre. W 2013 roku, również z dziką kartą, zagrała w turnieju głównym wielkoszlemowego US Open, pokonując w pierwszej rundzie Mirjanę Lučić-Baroni, a w drugim meczu przegrywając z kwalifikantką Julją Gluszko.
We wrześniu 2013 roku osiągnęła drugą setkę światowego rankingu WTA Tour, plasując się na miejscu 187.

## Wygrane turnieje rangi ITF
| turnieje z pulą nagród 100 000 $   |
| turnieje z pulą nagród 75/80 000 $ |
| turnieje z pulą nagród 50/60 000 $ |
| turnieje z pulą nagród 25 000 $    |
| turnieje z pulą nagród 15 000 $    |
| turnieje z pulą nagród 10 000 $    |

### Gra pojedyncza
|    | Data       | Turniej    | Kat. | ($)    | Naw.   | Finalistka          | Wynik         |
| 1. | 18/01/2015 | Plantation | ITF  | 25 000 | ziemna | Samantha Crawford   | 6:3, 6:1      |
| 2. | 01/02/2015 | Sunrise    | ITF  | 25 000 | ziemna | Sara Sorribes Tormo | 6:2, 2:6, 6:3 |
| 3. | 01/10/2017 | Templeton  | ITF  | 60 000 | twarda | Jamie Loeb          | 6:1, 6:2      |